# Памятный знак в честь реконструкции в 1968 году Сайменского канала
Памятный знак в честь реконструкции в 1968 году Сайменского канала (или монумент Дружбы) — памятник советско-финляндской дружбе, сооружённый в 1968 году близ шлюза «Брусничное» — первого из восьми шлюзов реконструированного Сайменского канала. Расположенный в Сайменском микрорайоне Выборга монумент, призванный напоминать будущим поколениям о величии и значении дружбы двух народов, имеет статус объекта культурного наследия.

## История
В рамках политики добрососедства, проводившейся правительством Финляндии, 27 сентября 1962 года был заключён долгосрочный договор о передаче ей в аренду советской части Сайменского канала. Договор стал уникальным в мировой истории: великая держава предоставляла право использовать свою территорию небольшой соседней стране. В соответствии с договором Финляндией в течение 1963-1968 годов была проведена коренная реконструкция канала, а Советский Союз построил мосты и некоторые другие сооружения. 
Составной частью праздничных мероприятий по открытию возрождённого Сайменского канала, состоявшихся 5 августа 1968 года, стал торжественный митинг в присутствии многочисленных гостей из Выборга, Ленинграда и Финляндии, посвящённый сооружению монумента советско-финской дружбы на шлюзе «Брусничное». В речи на праздничном открытии канала президент Финляндии Урхо Кекконен отметил, что в условиях мирного сосуществования развитие дружественных отношений между народами соседних стран «здесь, на Сайменском канале, закреплено в бетоне и высечено в граните... Реконструированный Сайменский канал стал прочным монументом, олицетворяющим одновременно труд и дружбу». 
Проект монумента Дружбы, подготовленный Эрнстом Неизвестным, не был принят, художественным оформлением канала занимался финский скульптор Рейно Пуустинен. Честь торжественного открытия монумента Дружбы, символизирующего миролюбивые, добрососедские и деловые отношения стран-соседей, была предоставлена уполномоченным СССР и Финляндии по Сайменскому каналу: Г. Я. Пясецкому и Урхо Киукасу.  

Памятник представляет собой две высокие стелы с металлическими перемычками, сложенные из гранитных блоков — деталей прежнего канала. Узкий проход между ними указывает на путь, ведущий внутрь страны, а перекладины, соединяющие стелы — символ дружбы и сотрудничества. На внутренних сторонах стел, обращённых друг к другу, закреплены две металлические таблички с надписями на финском и русском языках: 

SAIMAAN KANAVAN JALLEENRAKENTAMINEN VUOSINA 1963 — 1968 ON SUOMEN JA NEUVOSTOLIITON KANSOJEN YSTAVYYDEN TULOS 

РЕКОНСТРУКЦИЯ САЙМЕНСКОГО КАНАЛА В 1963 — 1968 ГОДАХ РЕЗУЛЬТАТ ДРУЖБЫ НАРОДОВ СОВЕТСКОГО СОЮЗА И ФИНЛЯНДИИ
Частью композиции являются флагштоки для вывешивания перемежающихся государственных флагов соседних стран.

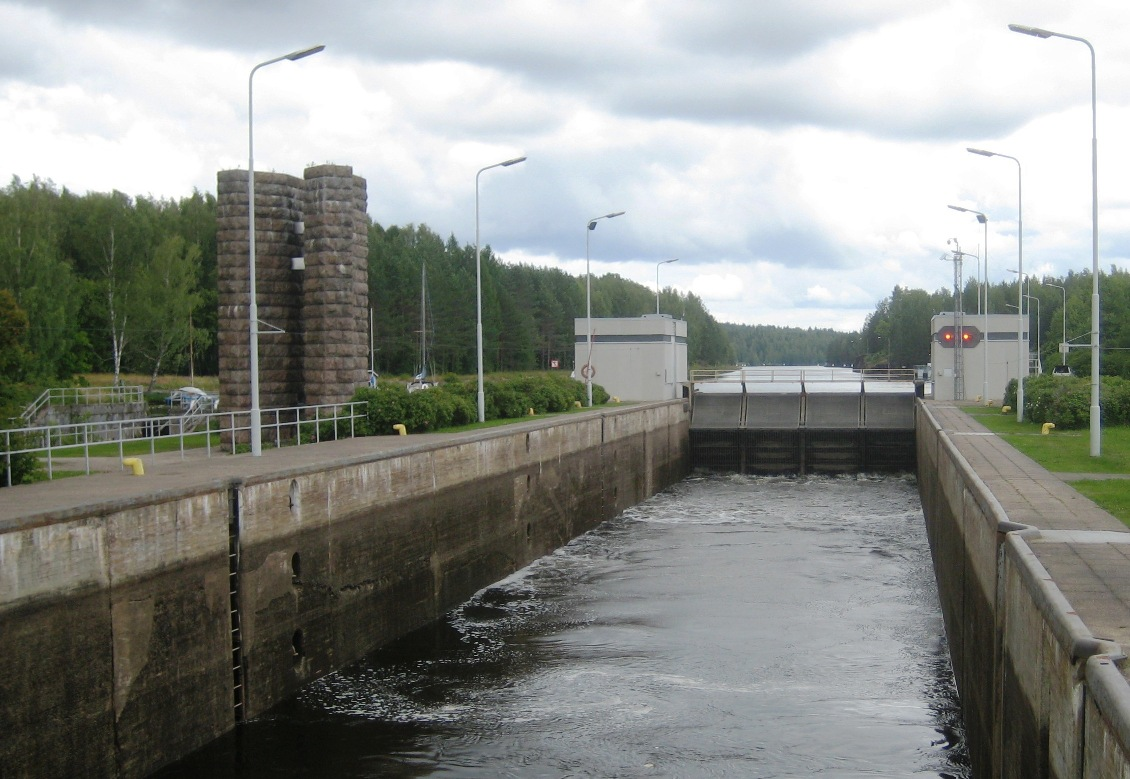
Памятник у шлюза
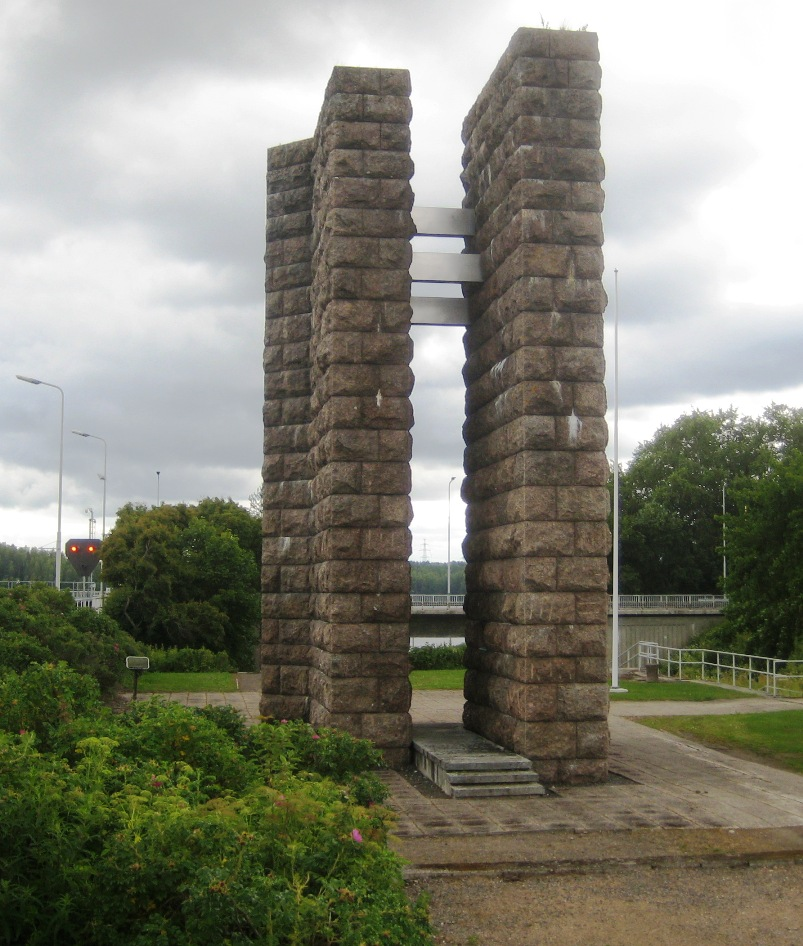
Стелы
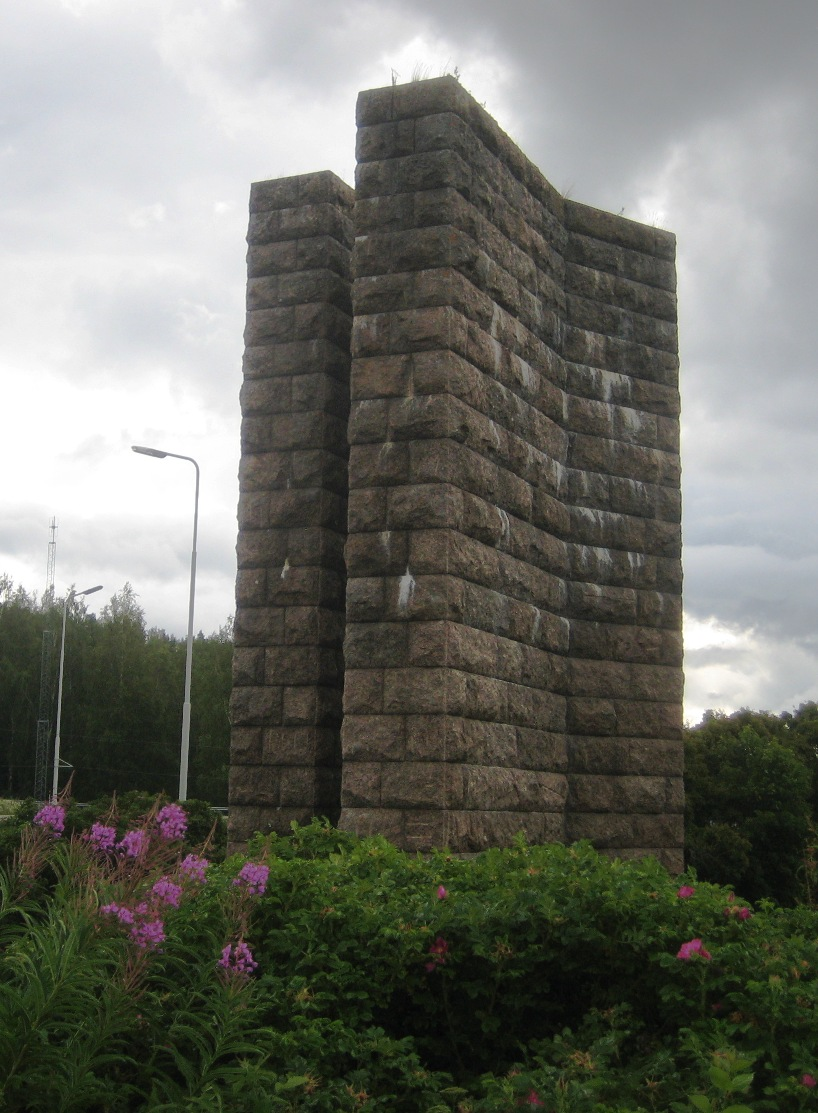
Вид сбоку
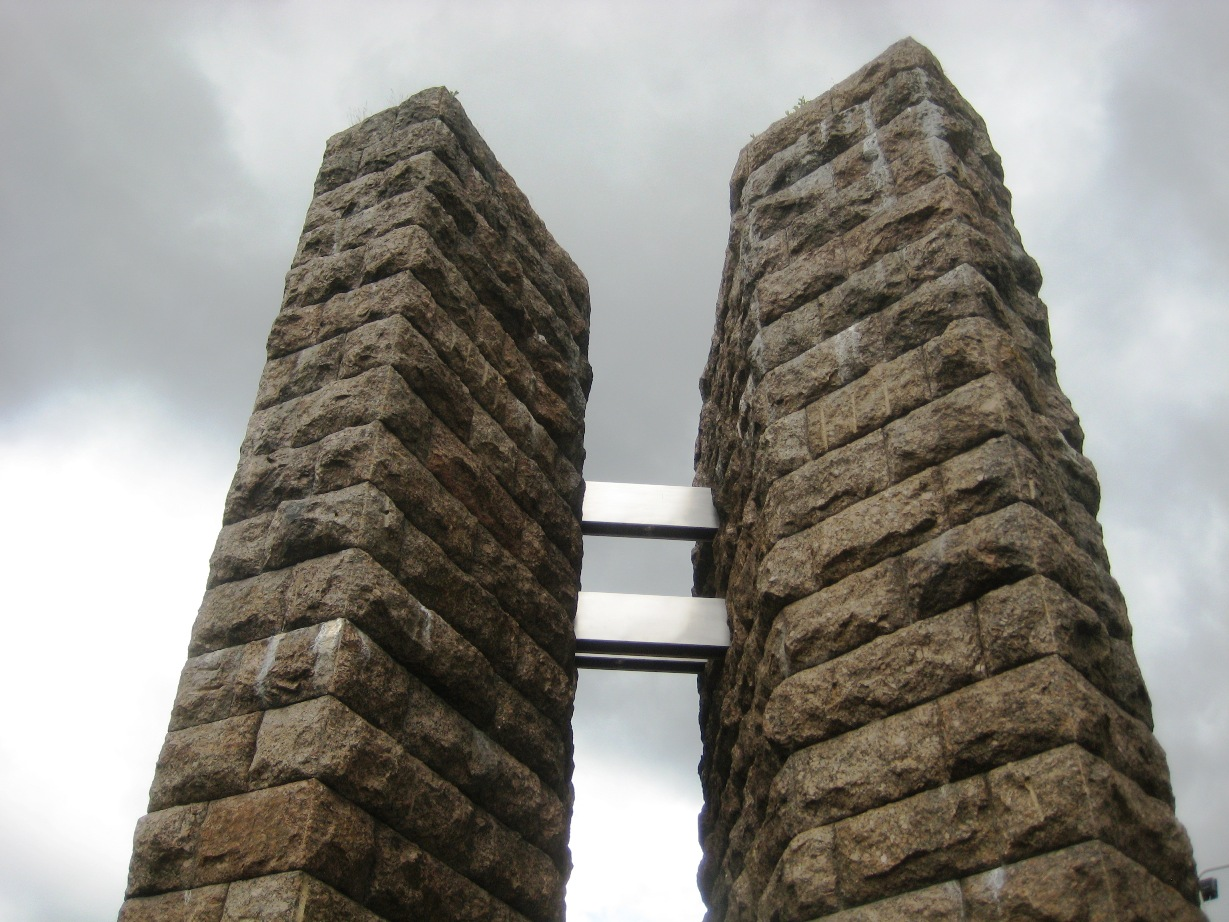
Перемычки
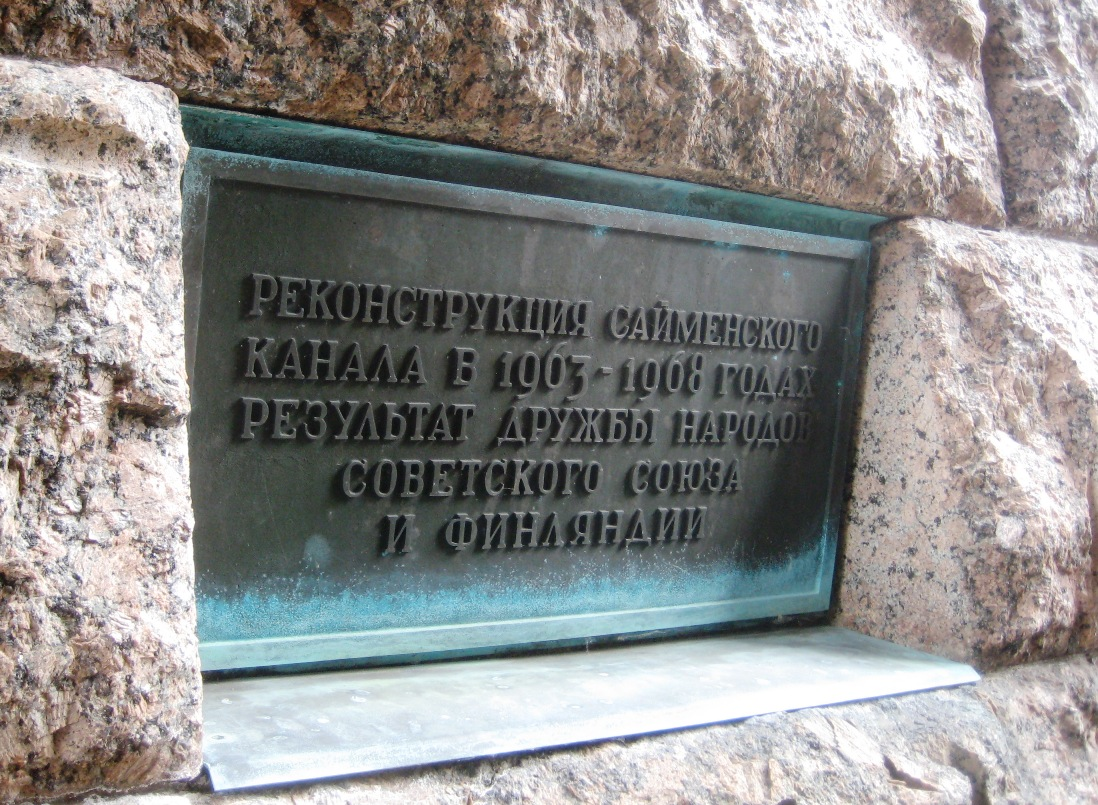
Русская табличка

Помимо памятника, советско-финской дружбе в Выборге посвящены также мосты Дружбы (железнодорожный и автомобильный), а также гостиница «Дружба» с ведущей к ней аллеей Дружбы в парке на набережной 40-летия ВЛКСМ.